# Gudrun Petersdorff
Gudrun Petersdorff (* 17. August 1955 in Ludwigslust) ist eine deutsche Malerin und Grafikerin.

## Leben
Gudrun Petersdorff machte nach ihrem Abitur 1974 zunächst bis 1976 in Leipzig eine Ausbildung zur Schriftsetzerin. Von 1976 bis 1981 studierte sie an der Hochschule für Grafik und Buchkunst Leipzig (HGBK) bei  Hans Mayer-Foreyt und später in der Fachklasse Malerei bei  Bernhard Heisig. Seitdem arbeitete sie freiberuflich in Leipzig. Dabei hatte sie bis 1982 einen Fördervertrag mit der Leipziger Fachschule für Tanz. Von 1989 bis 1992 war sie Meisterschülerin an der Akademie der Künste Berlin bei  Werner Stötzer und Dieter Goltzsche. Sie hatte schon in der Zeit der DDR im In- und Ausland eine bedeutende Zahl von Einzelausstellungen und Ausstellungsbeteiligungen.
Ab 1992 hatte sie ein Lehramt für Aktzeichnen an der Abendakademie der HGBK, und von 1999 bis 2005 war sie Dozentin im Grundstudium Malerei/Grafik. Studienreisen führten sie nach Spanien, Vietnam, Frankreich, Italien, Portugal, Ungarn, Bulgarien, Tunesien, Guadeloupe, USA, Kambodscha, Russland, Schweiz, Polen, Martinique, Marokko, Israel
Gudrun Petersdorff hat ein Kind.

## Mitgliedschaften
- 1984 bis 1990: Verband Bildender Künstler der DDR
- seit 1990: Bundesverband Bildender Künstlerinnen und Künstler

## Werk
Die oftmals großformatigen und farbintensiven Arbeiten von Gudrun Petersdorff basieren auf Skizzen und Zeichnungen, die sie nicht nur in ihrer Umgebung angefertigt hat, sondern auch auf ihren Reisen. Landschaften nehmen einen breiten Raum in ihrem Schaffen ein.
Seit Anfang der 1990er Jahre beschäftigt sie sich auch mit Keramik. 1999 bis 2000 arbeitete sie frei an der Porzellanmanufaktur Meissen.

## Einzelausstellungen
- 1985 – Galerie unter den Linden, Berlin (mit Ellena Olsen und Volkmar Kühn, Katalog)
- 1986 – Galerie Wort und Werk, Leipzig (mit Claudius Gabriel)
- 1988 – Galerie Torladen, Borna
- 1990 – Galerie Theaterpassage, Leipzig (mit Carla Pinkert)
- 1991 – Industriekreditbank Berlin (mit Otto Bernd Steffen); „Drei Meisterschülerinnen“, Galerie am Pariser Platz, Akademie der Künste zu Berlin (gemeinsam mit Ellena Olsen, Iris Bodenburg)
- 1992 – Galerie Prisma, Berlin; Dresdner Bank AG, Frankfurt/Main
- 1992 – Galerie Dogenhaus, Leipzig
- 1993 – Dresdner Bank AG, Leipzig
- 1994 – Galerie Fiedler, Leipzig Galerie Blüthner, Leipzig
- 1996 – ARTCO Galerie, Leipzig Westphalsches Haus, Markkleeberg
- 1998 – Podium Kunst, Schramberg Worthington Gallery, Chicago Jenkins Johnson Gallery, San Francisco
- 2000 – „Wasser“ ARTCO Galerie, Leipzig
- 2001 – Galerie Jürgensen, Oetjendorf
- 2002 – „Wasser-Spiele“ Kulturspeicher, Oldenburg
- 2003 – Galerie am Sachsenplatz, Leipzig; Baden-Württembergische Bank AG, Leipzig
- 2004 – Galerie De Verbeelding, Baarle – Hertog (Belgien)
- 2005 – Galerie Falkenberg, Hannover; „Augen-Blicke“, Kunstverein Panitzsch (bei Leipzig); Galerie Finkbein, Gotha; Galerie Haindorf, Hamm (mit Roland Borchers und Karl Appelt);  „Menuefolge“, Foyer-Galerie, Leipzig; „unterwegs und mittendrein“, Galerie am Sachsenplatz, Leipzig; Kunstverein, Bautzen
- 2007 – Worthington-Gallery, Chicago; „Four from Leipzig“ Triegel, Tübke, Petersdorff, Brendler, Galerie Jürgensen, Oetjendorf; Galerie CasArte, Aschaffenburg; „StadtGarten“, Kunstverein Gera; „...sich grün sein“, Galerie am Sachsenplatz, Leipzig; „Silke Wagler Couture“, Leipzig
- 2008 – „Akkorde“, Sächsische Landesanstalt für privaten Rundfunk und neue Medien, Leipzig; Galerie Finkbein, Dresden
- 2009 – Galerie Jürgensen, Oetjendorf; „Grün Blau Rot – Bilder aus Europa“, Galerie Oben/Bethanien Krankenhaus gGmbH, Chemnitz
- 2010 – „Farbige Zeiten“, Galerie Oben, Chemnitz
- 2011 – „Endless Summer“ Art Virus Galerie, Frankfurt/Main; „MOMENTE“ – Malerei und Arbeiten auf Papier", Galerie im cCe Kulturhaus Leuna
- 2012 – „LICHTSPIELE“, Druckgrafik und Zeichnung, Künstlerhaus Hohenossig
- 2013 – „Werkschau“ Galerie Rofinart, Eberswalde
- 2014 – „Schnittspuren“, Hochdrucke, Galerie Hoch und Partner, Leipzig; Zeichnungen und Aquarelle, Art Virus Galerie, Frankfurt/Main (mit F. W. Bernstein)